# Могукоровский
Могукоровский — хутор в Крымском районе Краснодарского края.
Входит в состав Троицкого сельского поселения.

## География

### Улицы
- пер. Комсомольский,
- ул. Головачева,
- ул. Колхозная,
- ул. Мира,
- ул. Партизанская,
- ул. Пролетарская,
- ул. Садово-Кубанская,
- ул. Таманская.

## Население
| 1999 | 2002 | 2010 |
| ---- | ---- | ---- |
| 606  | ↗631 | ↘547 |